# Prix national de clôture 2014
La 81e édition du Prix national de clôture a eu lieu le 14 octobre 2014. La course fait partie du calendrier UCI Europe Tour 2014 en catégorie 1.1.
Elle a été remportée au terme d'un sprint massif par le Belge Jens Debusschere (Lotto-Belisol) en 3 h 56 min 11 s, à la vitesse moyenne de 45,473 km/h, immédiatement suivi par ses compatriotes Tom Van Asbroeck (Topsport Vlaanderen-Baloise) et Jonas Van Genechten (Lotto-Belisol).

## Présentation
La 81e édition du Prix national de clôture a lieu le 14 octobre 2014.

### Parcours
Le départ et l'arrivée de la course sont donnés en un lieu singulier, puisqu'il s'agit de la frontière entre la Belgique et les Pays-Bas. Au nord de la ligne, il s'agit de Putte, une commune de Woensdrecht. Au sud, la route principale formant un axe nord-sud tient lieu de séparation entre Putte-Stabroek, une section de Stabroek, à l'ouest, et Putte-Kapellen, une commune de Kapellen, à l'est. Ces deux dernières sont situées en Belgique, tandis que la première est située aux Pays-Bas.

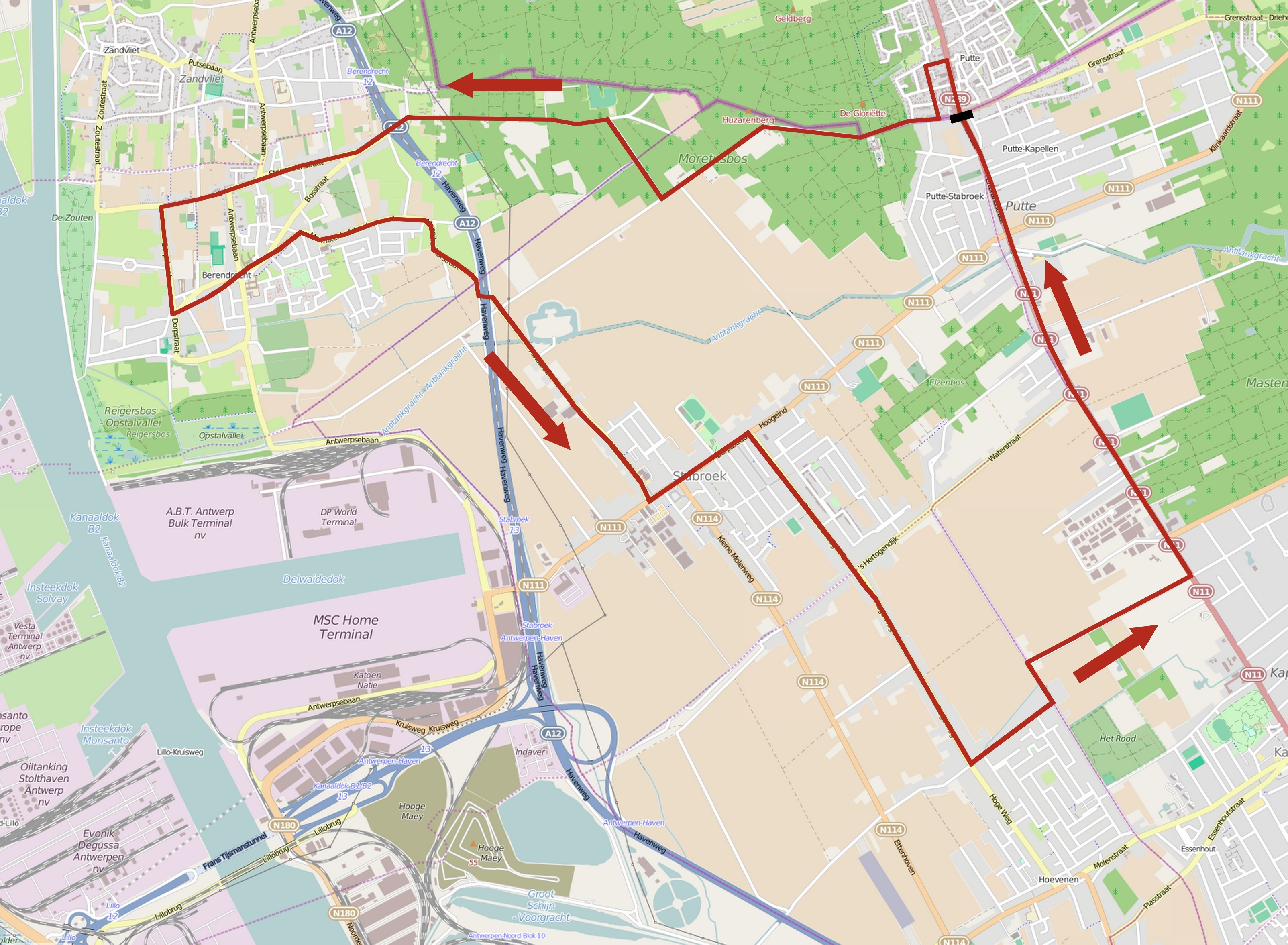
Le circuit, long de 22,39 km, à parcourir huit fois[R 2].
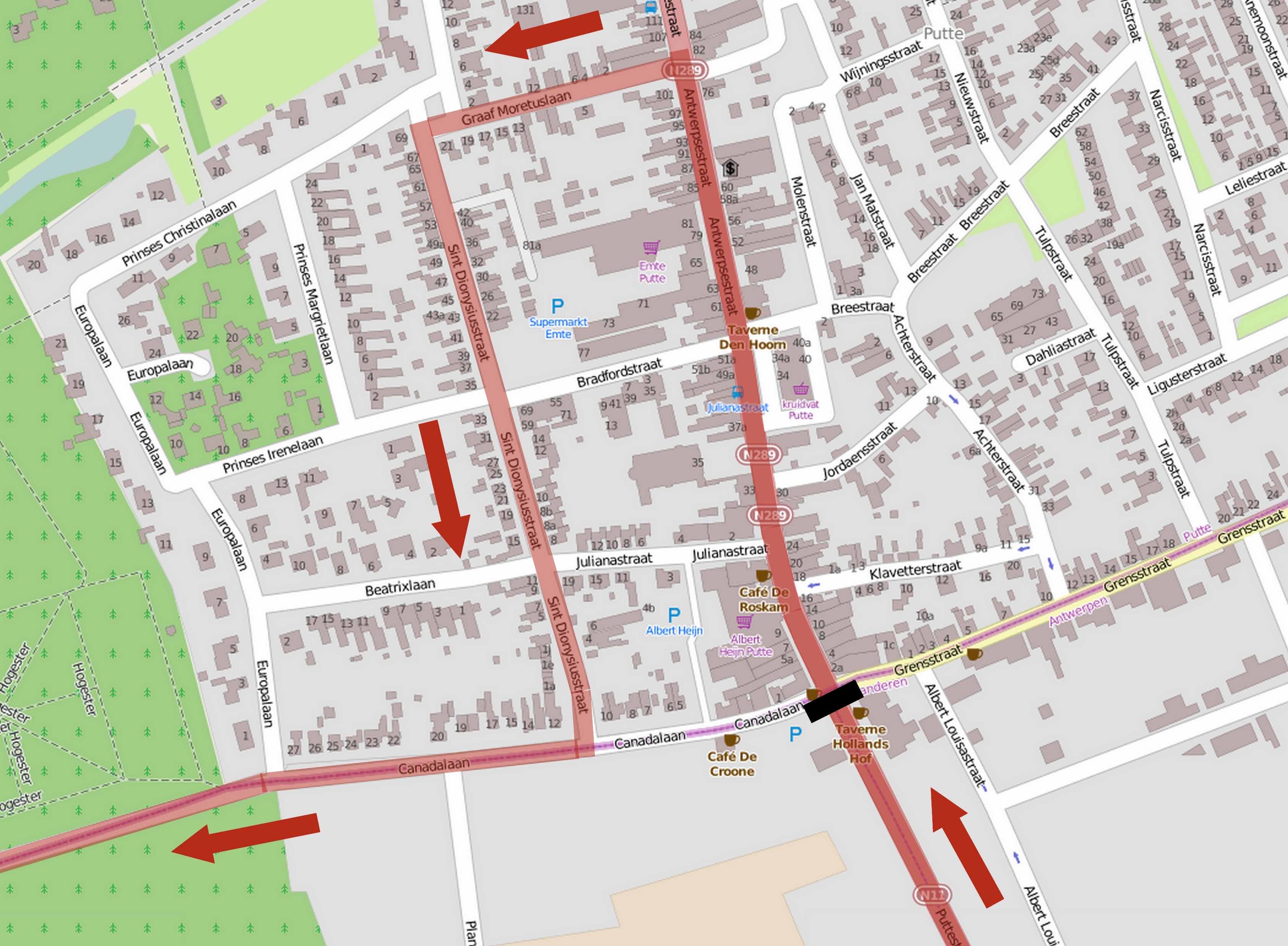
La zone du départ, partagée entre deux pays, et trois communes portant le nom de Putte.
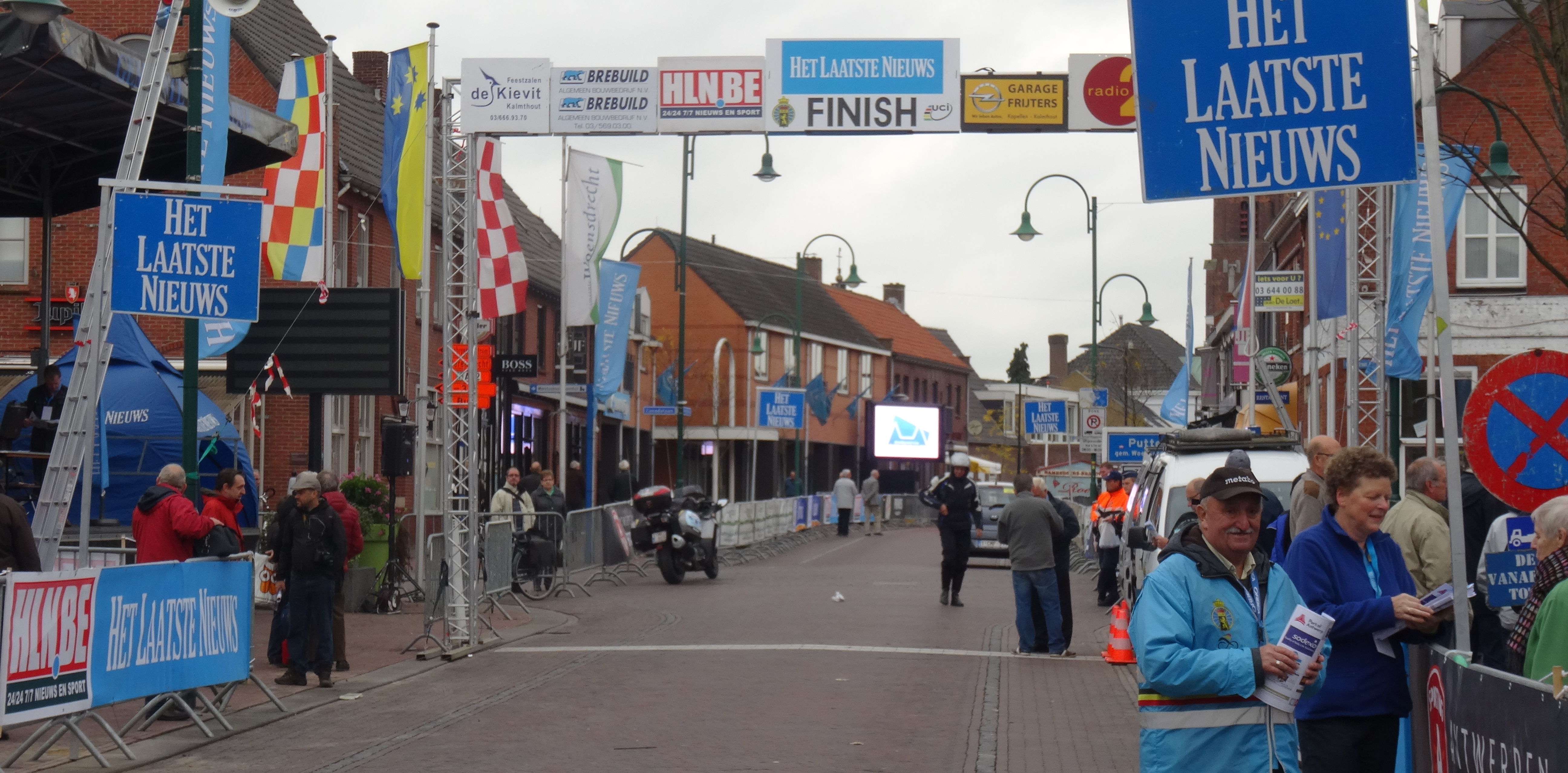
Portique du départ et de l'arrivée. Devant la ligne (en Belgique), à gauche, Putte-Stabroek ; à droite, Putte-Kapellen ; derrière la ligne, Putte à Woensdrecht aux Pays-Bas.

Le parcours long de 179,12 kilomètres prend la forme d'un circuit de 22,39 kilomètres à parcourir huit fois dans le sens anti-horaire. Après un départ sur la frontière à 12 h 30, les coureurs se dirigent vers le nord et entrent immédiatement aux Pays-Bas par l'Antwerpsestraat, puis tournent vers l'ouest par la Graaf Moretuslaan, et partent vers le sud via Sint Dionysiustraat, et quittent Putte en prenant A.C.Swinnestraat vers l'ouest. Ils empruntent ensuite Oud Broek, Koninenstraat, Koninendreef et contournent par le nord Berendrecht du district de Berendrecht-Zandvliet-Lillo pour y entrer par l'ouest du centre-ville. Ils quittent la commune par le sud-est et entrent à Stabroek, traversent son centre-ville, et la quittent dans la même direction. Ils se dirigent ensuite vers l'est et passent au nord de Kapellen. Enfin ils remontent direction nord-nord-est la route nationale 11 pour franchir à nouveau la ligne.
Dans l'hypothèse où les coureurs circuleraient à la vitesse de 45 km/h, chaque tour est bouclé en trente minutes, pour une arrivée escomptée à 16 h 30.

### Équipes
Classé en catégorie 1.1 de l'UCI Europe Tour, le Prix national de clôture est par conséquent ouvert aux UCI ProTeams dans la limite de 50 % des équipes participantes, aux équipes continentales professionnelles, aux équipes continentales et aux équipes nationales.
Vingt-deux équipes participent à ce Prix national de clôture - trois ProTeams, deux équipes continentales professionnelles et dix-sept équipes continentales :
| UCI ProTeams            | UCI ProTeams | UCI ProTeams |
| Nom de l'équipe         | Pays         | Code         |
| ----------------------- | ------------ | ------------ |
| Giant-Shimano           | Pays-Bas     | GIA          |
| Lotto-Belisol           | Belgique     | LTB          |
| Omega Pharma-Quick Step | Belgique     | OPQ          |

| Équipes continentales professionnelles | Équipes continentales professionnelles | Équipes continentales professionnelles |
| Nom de l'équipe                        | Pays                                   | Code                                   |
| -------------------------------------- | -------------------------------------- | -------------------------------------- |
| Topsport Vlaanderen-Baloise            | Belgique                               | TSV                                    |
| Wanty-Groupe Gobert                    | Belgique                               | WGG                                    |

| Équipes continentales                     | Équipes continentales | Équipes continentales |
| Nom de l'équipe                           | Pays                  | Code                  |
| ----------------------------------------- | --------------------- | --------------------- |
| 3M                                        | Belgique              | MMM                   |
| Cibel                                     | Belgique              | CIB                   |
| Color Code-Biowanze                       | Belgique              | CCB                   |
| De Rijke                                  | Pays-Bas              | RIJ                   |
| Differdange-Losch                         | Luxembourg            | CCD                   |
| Jo Piels                                  | Pays-Bas              | CJP                   |
| Josan-To Win                              | Belgique              | JTW                   |
| Koga                                      | Pays-Bas              | KOG                   |
| Metec-TKH Continental                     | Pays-Bas              | MET                   |
| Parkhotel Valkenburg                      | Pays-Bas              | PVC                   |
| Rabobank Development                      | Pays-Bas              | RDT                   |
| Stuttgart                                 | Allemagne             | SGT                   |
| T.Palm-Pôle Continental Wallon            | Belgique              | PCW                   |
| Vastgoedservice-Golden Palace Continental | Belgique              | VGS                   |
| Veranclassic-Doltcini                     | Belgique              | VER                   |
| Verandas Willems                          | Belgique              | WIL                   |
| Wallonie-Bruxelles                        | Belgique              | WBC                   |

### Règlement de la course

#### Primes
Les vingt prix sont attribués suivant le barème de l'UCI,. Le total général des prix distribués est de 14 477 €.
| Position | 1er     | 2e      | 3e      | 4e    | 5e    | 6e    | 7e    | 8e    | 9e    | 10e à 20e |
| Prix     | 5 785 € | 2 895 € | 1 445 € | 715 € | 580 € | 433 € | 433 € | 287 € | 287 € | 147 €     |

## Classements

### Classement final

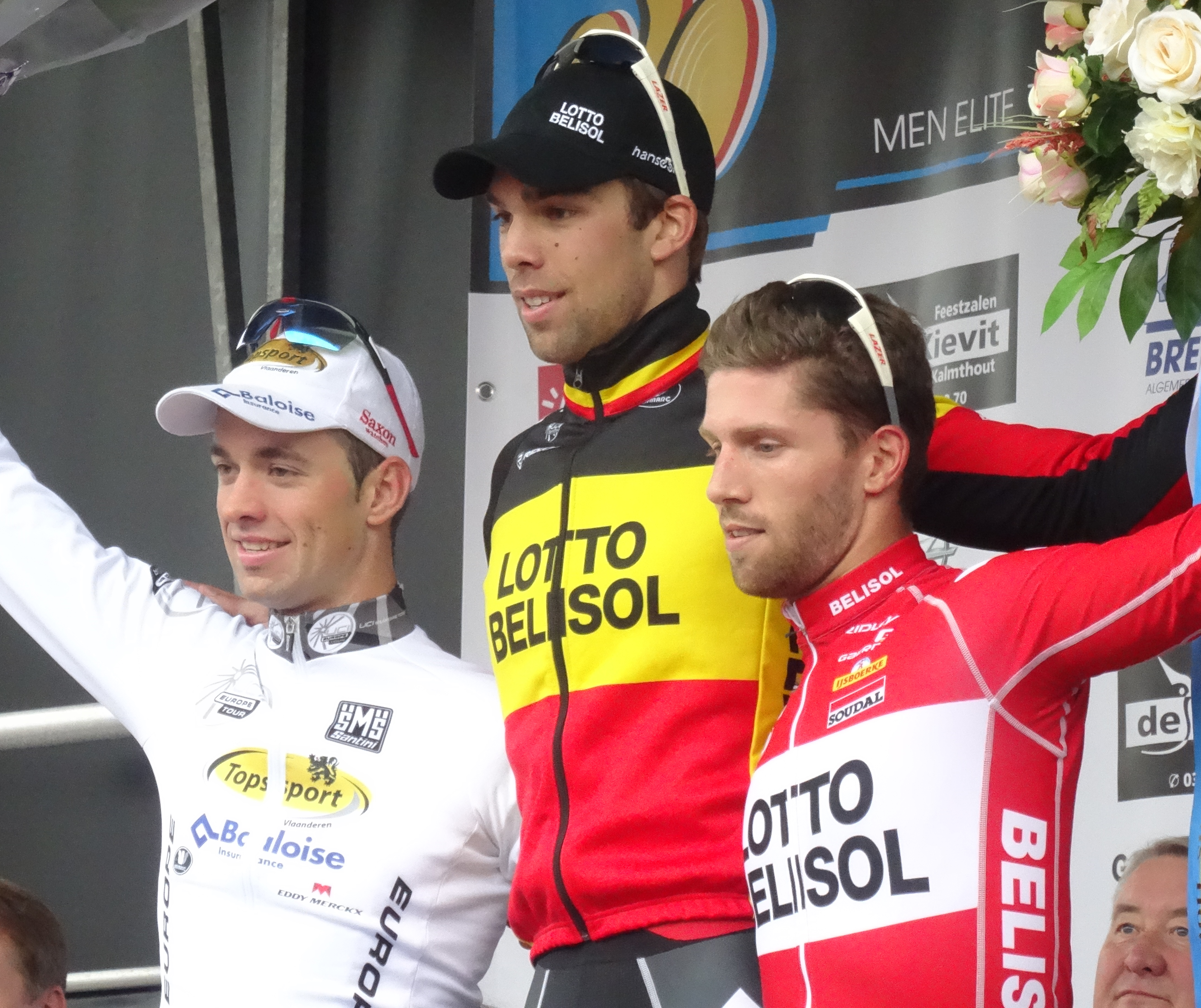
Tom Van Asbroeck (2e), Jens Debusschere (1er) et Jonas Van Genechten (3e).

Le Prix national de clôture 2014 est remportée au terme d'un sprint massif par Jens Debusschere (Lotto-Belisol) en 3 h 56 min 11 s, à la vitesse moyenne de 45,473 km/h, immédiatement suivi par Tom Van Asbroeck (Topsport Vlaanderen-Baloise) et Jonas Van Genechten (Lotto-Belisol).
À l'issue de cette course, Tom Van Asbroeck, avec les 56 points récoltés, devient le vainqueur de l'UCI Europe Tour 2014.

### UCI Europe Tour
Ce Prix national de clôture attribue des points pour l'UCI Europe Tour 2014, par équipes seulement aux coureurs des équipes continentales professionnelles et continentales, individuellement à tous les coureurs sauf ceux faisant partie d'une équipe ayant un label ProTeam.
| Position           | 1er | 2e | 3e | 4e | 5e | 6e | 7e | 8e | 9e | 10e | 11e | 12e |
| Classement général | 80  | 56 | 32 | 24 | 20 | 16 | 12 | 8  | 7  | 6   | 5   | 3   |

## Liste des participants
- Liste de départ complète

Cent-cinquante-cinq coureurs issus de vingt-deux équipes prennent le départ.
| Légende | Légende                                                                    | Légende | Légende                                                    |
| ------- | -------------------------------------------------------------------------- | ------- | ---------------------------------------------------------- |
| Num     | Dossard de départ porté par le coureur sur ce Prix national de clôture     | Pos     | Position à l'arrivée de la course                          |
|         | Indique un maillot de champion national ou mondial, suivi de sa spécialité | NP      | Indique un coureur qui n'a pas pris le départ de la course |
| AB      | Indique un coureur qui n'a pas terminé la course                           | HD      | Indique un coureur qui a terminé la course hors des délais |

| Lotto-Belisol LTB | Lotto-Belisol LTB              | Lotto-Belisol LTB |
| ----------------- | ------------------------------ | ----------------- |
| Num               | Coureur                        | Pos               |
| 1                 | Jens Debusschere (BEL) (Route) | 1er               |
| 2                 | Sean De Bie (BEL)              | AB                |
| 3                 | Kenny Dehaes (BEL)             | 61e               |
| 4                 | Pim Ligthart (NED)             | 106e              |
| 5                 | Oliver Naesen (BEL)            | 51e               |
| 6                 | Tiesj Benoot (BEL)             | 46e               |
| 7                 | Xandro Meurisse (BEL)          | 105e              |
| 8                 | Jonas Van Genechten (BEL)      | 3e                |

| Omega Pharma-Quick Step OPQ | Omega Pharma-Quick Step OPQ    | Omega Pharma-Quick Step OPQ |
| --------------------------- | ------------------------------ | --------------------------- |
| Num                         | Coureur                        | Pos                         |
| 11                          | Gianluca Brambilla (ITA)       | 77e                         |
| 12                          | Iljo Keisse (BEL)              | AB                          |
| 13                          | Serge Pauwels (BEL)            | 85e                         |
| 14                          | Zdeněk Štybar (CZE) (Route)    | 76e                         |
| 15                          | Guillaume Van Keirsbulck (BEL) | AB                          |
| 16                          | Niki Terpstra (NED)            | 79e                         |
| 17                          | Martin Velits (SVK)            | 66e                         |
| 18                          | Wout Poels (NED)               | 86e                         |

| Giant-Shimano GIA | Giant-Shimano GIA     | Giant-Shimano GIA |
| ----------------- | --------------------- | ----------------- |
| Num               | Coureur               | Pos               |
| 21                | Brian Bulgaç (NED)    | 104e              |
| 22                | Lawson Craddock (USA) | AB                |
| 23                | Dries Devenyns (BEL)  | AB                |
| 24                | Thierry Hupond (FRA)  | AB                |
| 25                | Bert De Backer (BEL)  | 6e                |
| 26                |                       |                   |
| 27                | Ramon Sinkeldam (NED) | 91e               |
| 28                | Tom Veelers (NED)     | 80e               |

| Topsport Vlaanderen-Baloise TSV | Topsport Vlaanderen-Baloise TSV | Topsport Vlaanderen-Baloise TSV |
| ------------------------------- | ------------------------------- | ------------------------------- |
| Num                             | Coureur                         | Pos                             |
| 31                              | Yves Lampaert (BEL)             | AB                              |
| 32                              | Jarl Salomein (BEL)             | 62e                             |
| 33                              | Edward Theuns (BEL)             | 74e                             |
| 34                              | Tom Van Asbroeck (BEL)          | 2e                              |
| 35                              | Preben Van Hecke (BEL)          | 98e                             |
| 36                              | Michael Van Staeyen (BEL)       | 16e                             |
| 37                              | Kenneth Vanbilsen (BEL)         | 69e                             |
| 38                              | Jelle Wallays (BEL)             | AB                              |

| Wanty-Groupe Gobert WGG | Wanty-Groupe Gobert WGG | Wanty-Groupe Gobert WGG |
| ----------------------- | ----------------------- | ----------------------- |
| Num                     | Coureur                 | Pos                     |
| 41                      | Frederik Backaert (BEL) | 94e                     |
| 42                      | Jérôme Baugnies (BEL)   | AB                      |
| 43                      | Tim De Troyer (BEL)     | 78e                     |
| 44                      | Jan Ghyselinck (BEL)    | AB                      |
| 45                      | Roy Jans (BEL)          | 7e                      |
| 46                      | Alexander Maes (BEL)    | 97e                     |
| 47                      | Fréderique Robert (BEL) | 82e                     |
| 48                      | Lander Seynaeve (BEL)   | 96e                     |

| Cibel CIB | Cibel CIB                     | Cibel CIB |
| --------- | ----------------------------- | --------- |
| Num       | Coureur                       | Pos       |
| 51        | Kevin Callebaut (BEL)         | 50e       |
| 52        | Bjorn De Decker (BEL)         | AB        |
| 53        |                               |           |
| 54        | Kenny Goossens (BEL)          | 103e      |
| 55        | Jori Van Steenberghen (BEL)   | 20e       |
| 56        |                               |           |
| 57        | Thomas Ongena (BEL)           | 55e       |
| 58        | Matthias Van Holderbeke (BEL) | AB        |

| Color Code-Biowanze CCB | Color Code-Biowanze CCB | Color Code-Biowanze CCB |
| ----------------------- | ----------------------- | ----------------------- |
| Num                     | Coureur                 | Pos                     |
| 61                      | Ludwig De Winter (BEL)  | AB                      |
| 62                      | Tom Galle (BEL)         | AB                      |
| 63                      | Florent Delfosse (BEL)  | 37e                     |
| 64                      | Thomas Deruette (BEL)   | 84e                     |
| 65                      | Romain Hubert (BEL)     | AB                      |
| 66                      | Jérôme Kerf (BEL)       | AB                      |
| 67                      | Ludovic Robeet (BEL)    | 41e                     |
| 68                      | Antoine Warnier (BEL)   | 42e                     |

| De Rijke RIJ | De Rijke RIJ             | De Rijke RIJ |
| ------------ | ------------------------ | ------------ |
| Num          | Coureur                  | Pos          |
| 71           | Dex Groen (NED)          | 23e          |
| 72           | Ike Groen (NED)          | 75e          |
| 73           | Dylan Groenewegen (NED)  | AB           |
| 74           | Yoeri Havik (NED)        | 21e          |
| 75           | Kobus Hereijgers (NED)   | NP           |
| 76           |                          |              |
| 77           | Ronan van Zandbeek (NED) | 101e         |
| 78           | Coen Vermeltfoort (NED)  | 102e         |

| Jo Piels CJP | Jo Piels CJP               | Jo Piels CJP |
| ------------ | -------------------------- | ------------ |
| Num          | Coureur                    | Pos          |
| 81           | Stefan Poutsma (NED)       | 65e          |
| 82           | Jasper Hamelink (NED)      | 71e          |
| 83           | Berden de Vries (NED)      | 90e          |
| 84           | Maurits Lammertink (NED)   | 68e          |
| 85           | Geert van der Weijst (NED) | AB           |
| 86           | Sjors Roosen (NED)         | 18e          |
| 87           | Rens te Stroet (NED)       | 70e          |
| 88           |                            |              |

| Josan-To Win JTW | Josan-To Win JTW       | Josan-To Win JTW |
| ---------------- | ---------------------- | ---------------- |
| Num              | Coureur                | Pos              |
| 91               | Jonathan Breyne (BEL)  | AB               |
| 92               |                        |                  |
| 93               | Niels De Rooze (BEL)   | 89e              |
| 94               | Dirk Finders (GER)     | 44e              |
| 95               | Lars Haverals (BEL)    | AB               |
| 96               |                        |                  |
| 97               | Robin Venneman (BEL)   | NP               |
| 98               | Benjamin Verraes (BEL) | 88e              |

| Koga KOG | Koga KOG                   | Koga KOG |
| -------- | -------------------------- | -------- |
| Num      | Coureur                    | Pos      |
| 101      | Umberto Atzori (NED)       | 38e      |
| 102      | Melvin Boskamp (NED)       | 31e      |
| 103      |                            |          |
| 104      | Robin Chaigneau (NED)      | 95e      |
| 105      | Robbert de Greef (NED)     | 87e      |
| 106      |                            |          |
| 107      | Tristan Timmermans (NED)   | AB       |
| 108      | Jan-Willem van Schip (NED) | 13e      |

| Metec-TKH Continental MET | Metec-TKH Continental MET | Metec-TKH Continental MET |
| ------------------------- | ------------------------- | ------------------------- |
| Num                       | Coureur                   | Pos                       |
| 111                       | Jesper Asselman (NED)     | AB                        |
| 112                       | Niels Goeree (NED)        | AB                        |
| 113                       | Stef Krul (NED)           | 59e                       |
| 114                       | Jarno Gmelich (NED)       | 58e                       |
| 115                       | Sjoerd van Ginneken (NED) | AB                        |
| 116                       | Oscar Riesebeek (NED)     | 35e                       |
| 117                       | Remco te Brake (NED)      | 8e                        |
| 118                       |                           |                           |

| Parkhotel Valkenburg PVC | Parkhotel Valkenburg PVC | Parkhotel Valkenburg PVC |
| ------------------------ | ------------------------ | ------------------------ |
| Num                      | Coureur                  | Pos                      |
| 121                      | Joris Blokker (NED)      | 100e                     |
| 122                      | Remco Broers (NED)       | 67e                      |
| 123                      |                          |                          |
| 124                      |                          |                          |
| 125                      | Jasper Ockeloen (NED)    | 83e                      |
| 126                      | Mitchell Huenders (NED)  | AB                       |
| 127                      |                          |                          |
| 128                      | Marco Zanotti (ITA)      | 11e                      |

| Rabobank Development RDT | Rabobank Development RDT | Rabobank Development RDT |
| ------------------------ | ------------------------ | ------------------------ |
| Num                      | Coureur                  | Pos                      |
| 131                      | Cees Bol (NED)           | AB                       |
| 132                      | Piotr Havik (NED)        | AB                       |
| 133                      |                          |                          |
| 134                      | Merijn Korevaar (NED)    | AB                       |
| 135                      | Floris Gerts (NED)       | 81e                      |
| 136                      | André Looij (NED)        | 32e                      |
| 137                      | Etienne van Empel (NED)  | 43e                      |
| 138                      | Maarten van Trijp (NED)  | 5e                       |

| T.Palm-Pôle Continental Wallon PCW | T.Palm-Pôle Continental Wallon PCW | T.Palm-Pôle Continental Wallon PCW |
| ---------------------------------- | ---------------------------------- | ---------------------------------- |
| Num                                | Coureur                            | Pos                                |
| 141                                | Andrew Ydens (BEL)                 | 10e                                |
| 142                                | Claudio Catania (ITA)              | 19e                                |
| 143                                | Guillaume Haag (BEL)               | 29e                                |
| 144                                | Jonathan Baratto (BEL)             | 40e                                |
| 145                                |                                    |                                    |
| 146                                | Alexandre Seny (BEL)               | AB                                 |
| 147                                | Ian Vansumere (BEL)                | AB                                 |
| 148                                | Maxime Vekeman (BEL)               | 45e                                |

| Differdange-Losch CCD | Differdange-Losch CCD  | Differdange-Losch CCD |
| --------------------- | ---------------------- | --------------------- |
| Num                   | Coureur                | Pos                   |
| 151                   | Kevin Suarez (BEL)     | 30e                   |
| 152                   |                        |                       |
| 153                   | Jānis Dakteris (LAT)   | 27e                   |
| 154                   | Boris Carène (FRA)     | 34e                   |
| 155                   | Gediminas Kaupas (LTU) | AB                    |
| 156                   | Vytautas Kaupas (LTU)  | AB                    |
| 157                   | Joaquín Sobrino (ESP)  | AB                    |
| 158                   |                        |                       |

| Stuttgart SGT | Stuttgart SGT              | Stuttgart SGT |
| ------------- | -------------------------- | ------------- |
| Num           | Coureur                    | Pos           |
| 161           | Arnold Fiek (GER)          | 57e           |
| 162           | Alexander Krieger (GER)    | 12e           |
| 163           |                            |               |
| 164           | Georg Loef (GER)           | AB            |
| 165           | Florian Nowak (GER)        | 99e           |
| 166           | Tino Thömel (GER)          | AB            |
| 167           | Marc-Andre Tzschupke (GER) | AB            |
| 168           | Max Walsleben (GER)        | AB            |

| 3M MMM | 3M MMM                    | 3M MMM |
| ------ | ------------------------- | ------ |
| Num    | Coureur                   | Pos    |
| 171    | Tim Vanspeybroeck (BEL)   | 9e     |
| 172    | Gerry Druyts (BEL)        | 36e    |
| 173    | Jimmy Janssens (BEL)      | NP     |
| 174    | Egidijus Juodvalkis (LTU) | 54e    |
| 175    | Christophe Sleurs (BEL)   | 63e    |
| 176    |                           |        |
| 177    | Emiel Vermeulen (BEL)     | 17e    |
| 178    | Michael Vingerling (NED)  | NP     |

| Vastgoedservice-Golden Palace Continental VGS | Vastgoedservice-Golden Palace Continental VGS | Vastgoedservice-Golden Palace Continental VGS |
| --------------------------------------------- | --------------------------------------------- | --------------------------------------------- |
| Num                                           | Coureur                                       | Pos                                           |
| 181                                           | Alexander Cools (BEL)                         | 73e                                           |
| 182                                           | Sander Cordeel (BEL)                          | AB                                            |
| 183                                           | Kurt Geysen (BEL)                             | AB                                            |
| 184                                           | Kevin Van Staeyen (BEL)                       | 15e                                           |
| 185                                           | Sam Lennertz (BEL)                            | 38e                                           |
| 186                                           | Kevin Peeters (BEL)                           | 28e                                           |
| 187                                           | Rob Ruijgh (NED)                              | 72e                                           |
| 188                                           | Alphonse Vermote (BEL)                        | 60e                                           |

| Veranclassic-Doltcini VER | Veranclassic-Doltcini VER       | Veranclassic-Doltcini VER |
| ------------------------- | ------------------------------- | ------------------------- |
| Num                       | Coureur                         | Pos                       |
| 191                       | Tom Goovaerts (BEL)             | 25e                       |
| 192                       | Gorik Gardeyn (BEL)             | 47e                       |
| 193                       | Wouter Mol (NED)                | 52e                       |
| 194                       | Frederik Vandewiele (BEL)       | 26e                       |
| 195                       | Bob Schoonbroodt (NED)          | 24e                       |
| 196                       | Joeri Stallaert (BEL)           | 4e                        |
| 197                       | Francesco Van Coppernolle (BEL) | 14e                       |
| 198                       | Kevin Verwaest (BEL)            | 49e                       |

| Verandas Willems WIL | Verandas Willems WIL  | Verandas Willems WIL |
| -------------------- | --------------------- | -------------------- |
| Num                  | Coureur               | Pos                  |
| 201                  |                       |                      |
| 202                  | Jelle Mannaerts (BEL) | 56e                  |
| 203                  | Olivier Pardini (BEL) | AB                   |
| 204                  | Floris Smeyers (BEL)  | 64e                  |
| 205                  | Joren Touquet (BEL)   | 48e                  |
| 206                  | Nicolas Mertz (BEL)   | NP                   |
| 207                  | Emiel Wastyn (BEL)    | 33e                  |
| 208                  |                       |                      |

| Wallonie-Bruxelles WBC | Wallonie-Bruxelles WBC  | Wallonie-Bruxelles WBC |
| ---------------------- | ----------------------- | ---------------------- |
| Num                    | Coureur                 | Pos                    |
| 211                    | Olivier Chevalier (BEL) | 93e                    |
| 212                    | Jonathan Dufrasne (BEL) | 53e                    |
| 213                    | Robin Stenuit (BEL)     | AB                     |
| 214                    | Antoine Demoitié (BEL)  | AB                     |
| 215                    | Tom Dernies (BEL)       | 22e                    |
| 216                    | Boris Dron (BEL)        | AB                     |
| 217                    | Loïc Pestiaux (BEL)     | AB                     |
| 218                    | Julien Stassen (BEL)    | 92e                    |